# Volker Münn
Volker Münn (* 10. Januar 1960 in Gießen) ist ein ehemaliger deutscher Profifußballer und heutiger Trainer.

## Spielerkarriere
Münn begann seine Karriere als Fußballprofi 1981 beim damaligen Zweitligisten Hessen Kassel, für den er bis 1986 in 151 Spielen acht Tore erzielte. Anschließend wechselte er in die Bundesliga zu Eintracht Frankfurt, bei der er in zwei Saisons 29 Spiele absolvierte. Treffer gelangen dem Verteidiger in dieser Zeit nicht. Zudem wurde er mit der Eintracht DFB-Pokalsieger 1988, im Finale stand er jedoch nicht auf dem Feld.

### Stationen
- 0000–1979: VfL Dreihausen
- 1979–1980: SC Gladenbach
- 1980–1981: VfB Gießen
- 1981–1986: Hessen Kassel
- 1986–1988: Eintracht Frankfurt
- 1988–1992: VfL Marburg
- 1992–1996: SC Neukirchen
- 1996–1998: SC Gladenbach

## Trainerkarriere
Von 1996 bis 1998 fungierte Münn als Spielertrainer beim hessischen Landesligisten SC Gladenbach. Von April 2005 bis Juni 2007 war Münn Trainer des hessischen Landesligisten VfB Marburg. Zuvor betreute er bereits sieben Jahre den TSV Großen-Linden. In den Saisons 2007/2008 und 2008/2009 trainierte er den in der Gruppenliga Gießen/Marburg beheimateten FC Turabdin/Babylon Pohlheim.
Ab Juni 2009 saß er beim Gruppenligisten Sportfreunde Blau-Gelb Marburg auf der Trainerbank.
In der Saison 2021/22 saß Münn bei einer Verbandsliga-Partie auf der Trainerbank beim FC TuBa Pohlheim, ehe es nach einer 1:3-Niederlage gegen den SV Niedernhausen zu einem Wortgefecht mit Stürmer Kevin Rennert kam.
In der Folge trennten sich TuBa und Münn gemäß Berichterstattung der Gießener Allgemeinen Zeitung.
Seinen größten Erfolg als Trainer feierte Münn 2015, als ihm mit der 1. Frauenmannschaft von Eintracht Wetzlar der Aufstieg in die 2. Bundesliga sowie der Gewinn des Hessenpokals gelang.